# Phylloscelis
Phylloscelis är ett släkte av insekter. Phylloscelis ingår i familjen Dictyopharidae.
Kladogram enligt Catalogue of Life:
| Phylloscelis | \| \| Phylloscelis pallescens \| \| \| \| \| \| Phylloscelis pennata \| \| \| \| \| \| Phylloscelis rubra \| \| \| \| |
|              | \| \| Phylloscelis pallescens \| \| \| \| \| \| Phylloscelis pennata \| \| \| \| \| \| Phylloscelis rubra \| \| \| \| |
|              | Phylloscelis pallescens                                                                                               |
|              | |
|              | Phylloscelis pennata                                                                                                  |
|              | |
|              | Phylloscelis rubra |
|              | |